# Pieve di San Pantaleone
La pieve di San Pantaleone è un edificio sacro che si trova in località Pieve a Elici nel Comune di Massarosa.

## Storia e descrizione

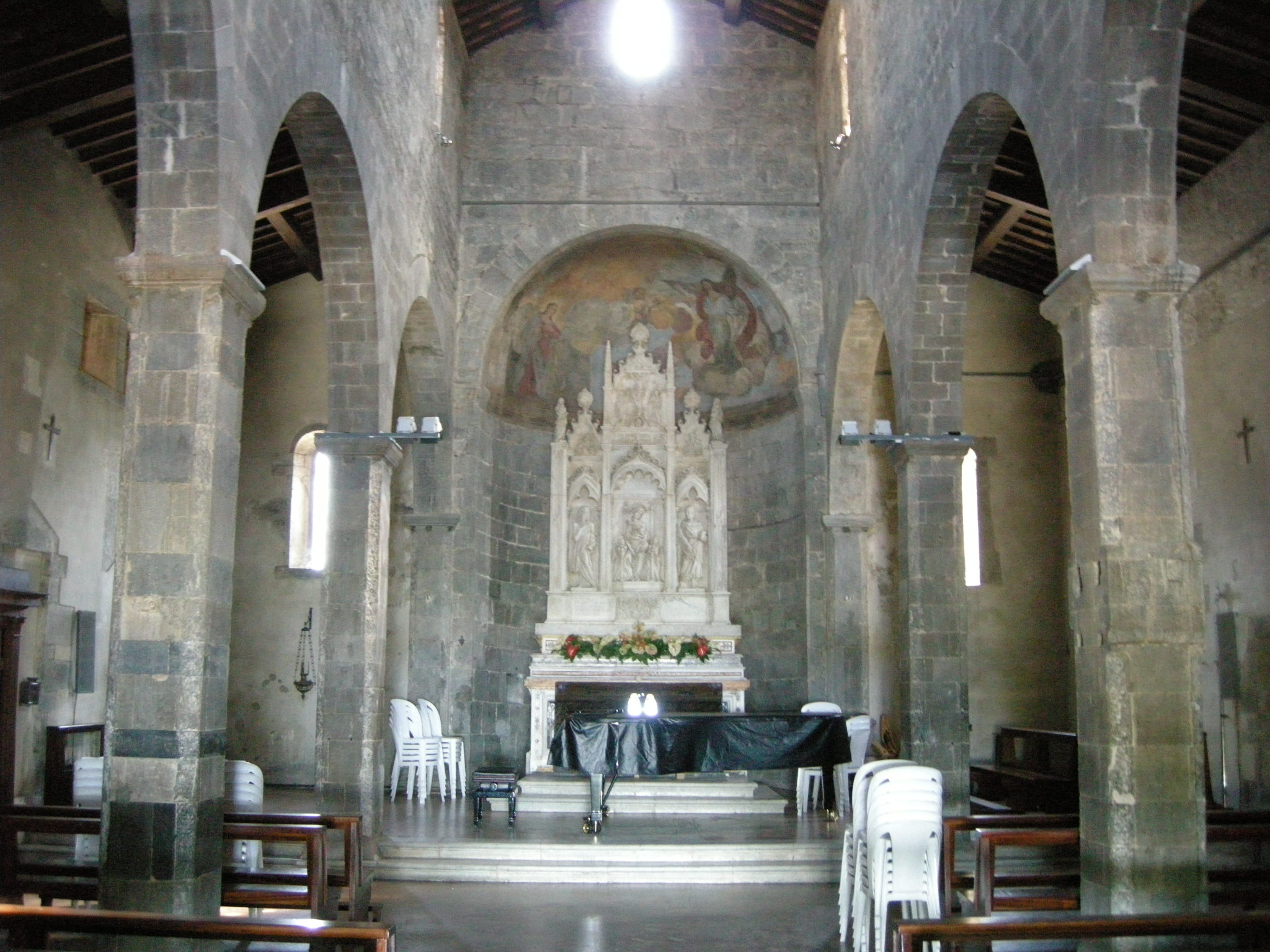
Interno della pieve

Ricordata dall'892, è frutto di almeno tre diverse fasi edilizie: una più antica (fianco settentrionale), una all'XI secolo (parte bassa del campanile) e un'altra risalente al XII e XIII secolo, documentata in facciata dal rivestimento di pietra calcarea. Già dedicata a sant'Ambrogio, poi a san Giovanni Battista, venne infine intitolata a san Pantaleone. Il toponimo di "elici" invece deriva dall'ilex, nome romano del leccio che cresce abbondantemente sul colle.
Il paramento esterno risale al X-XI secolo (nella parte sbozzata più grossolanamente sul lato nord, con bozze su piani orizzontali regolarizzate con piani di malta di diverso spessore) e al XII-XIII secolo, nella parte in accurato opus quadratum
L'impianto è a pianta basilicale a tre navate, diviso da archi a tutto sesto impostati su pilastri in pietra calcarea e conclusi da una sola abside, secondo lo schema tipico di numerose chiese lucchesi; con esse San Pantaleone condivide anche la studiata proporzione.
La torre campanaria è stata ricavata da una preesistente struttura difensiva. Al suo interno ospitava anticamente due campane di epoca medievale. L’attuale concerto di 4 campane (che rimpiazza i due vecchi bronzi medievali) è stato realizzato dalla fonderia Lorenzo Lera di Borgo Giannotti (LU). 
Tra le opere interna, il trittico marmoreo cinquecentesco dei Riccomanni (Madonna col Bambino e i santi Pantaleone e Giovanni Battista, 1470), al cui ambito appartengono anche l'acquasantiera e il ciborio marmorei, e l'affresco trecentesco raffigurante la Madonna con il Bambino.
Sul sito della canonica si doveva trovare il castello documentato nel X secolo come di Plebeilice, al quale erano riferibili probabilmente il muro di contenimento del sagrato (demolito con gli ultimi lavori di ristrutturazione) e una struttura circolare inglobata nella canonica, forse la base di una torre. Nella piazzetta tra la pieve e la canonica si trova una vasca in pietra vulcanica forse di epoca romana, legata probabilmente in origine a un'attività produttiva.

## Altre immagini

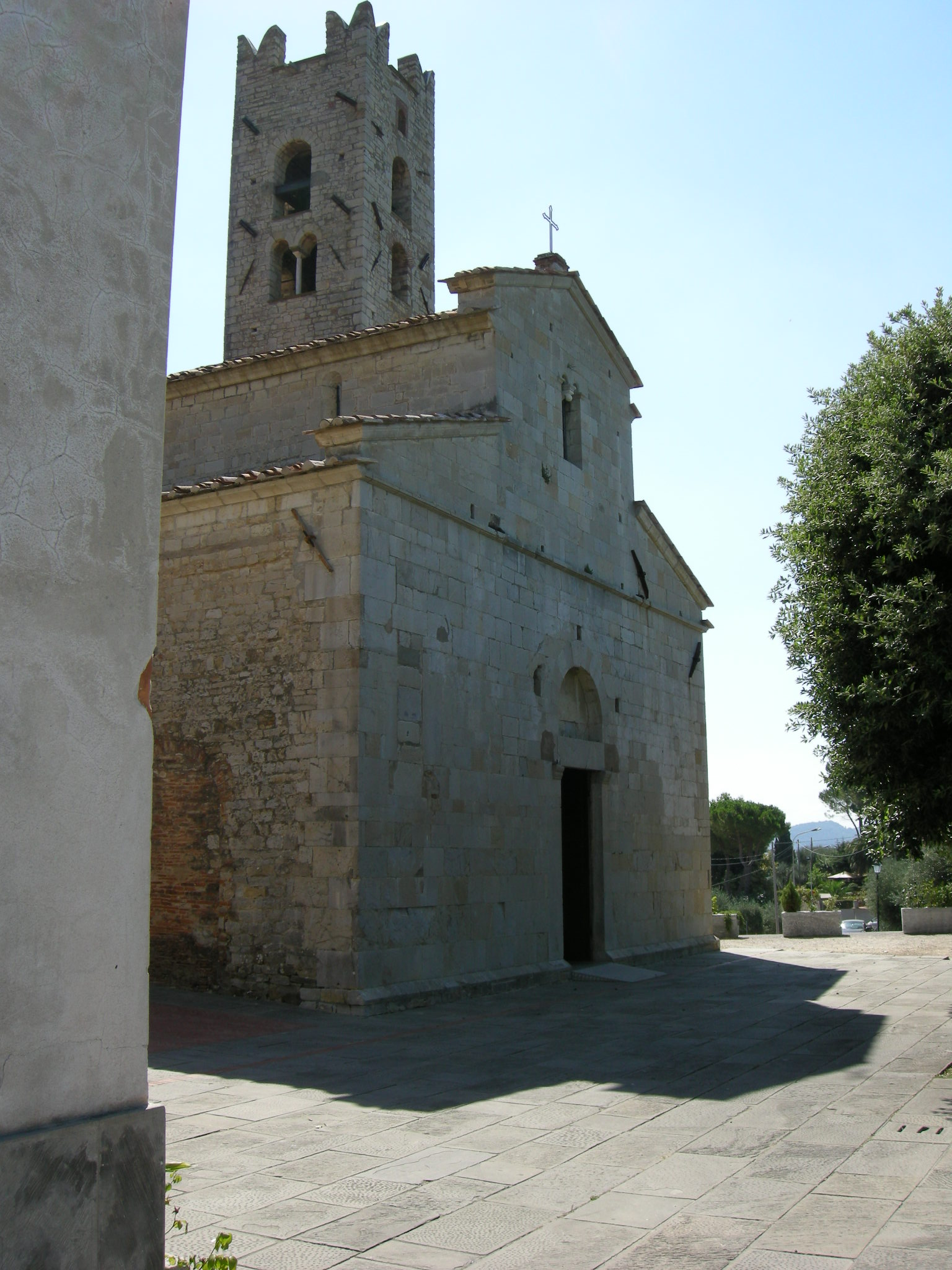
Facciata
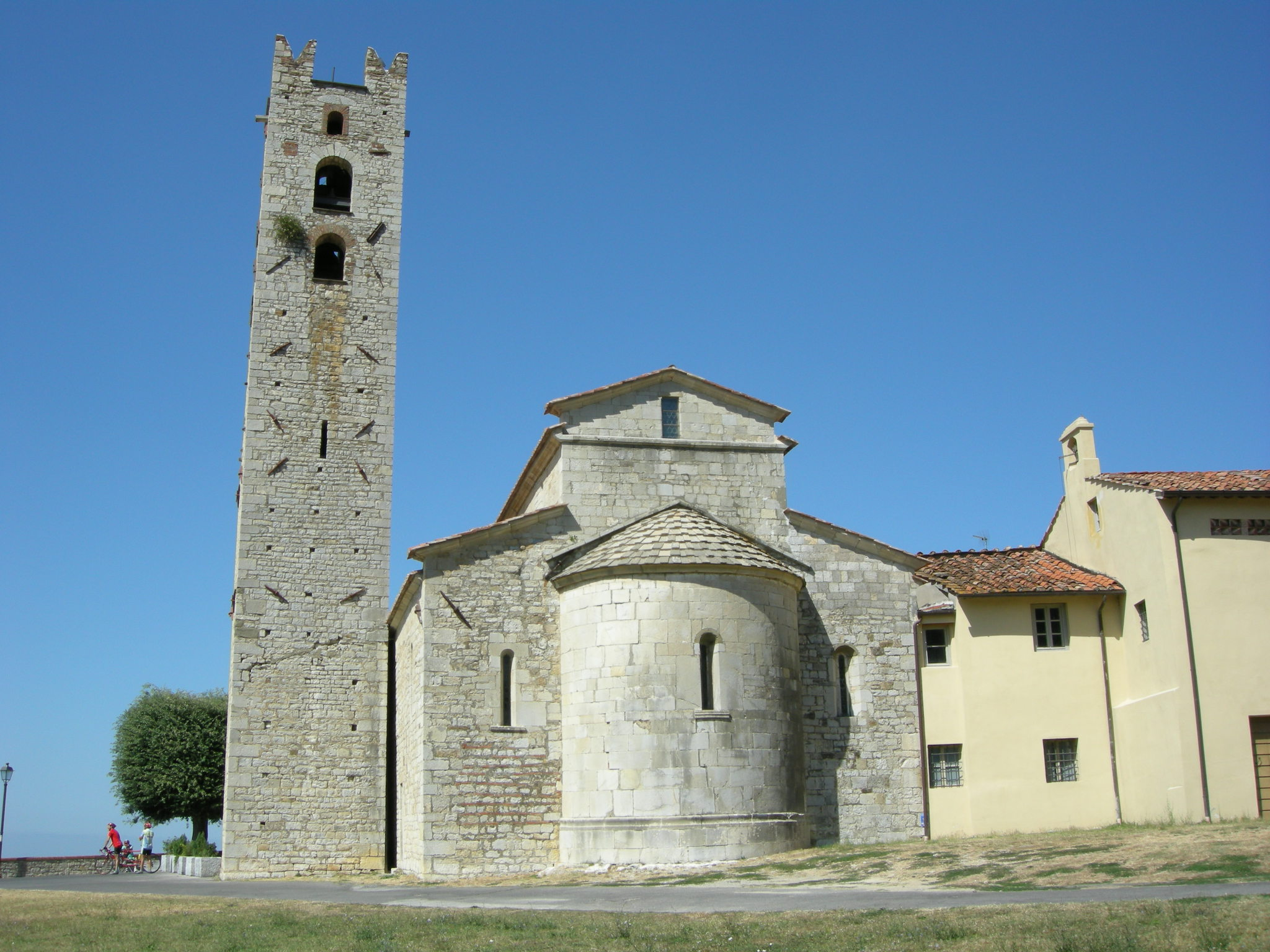
Abside
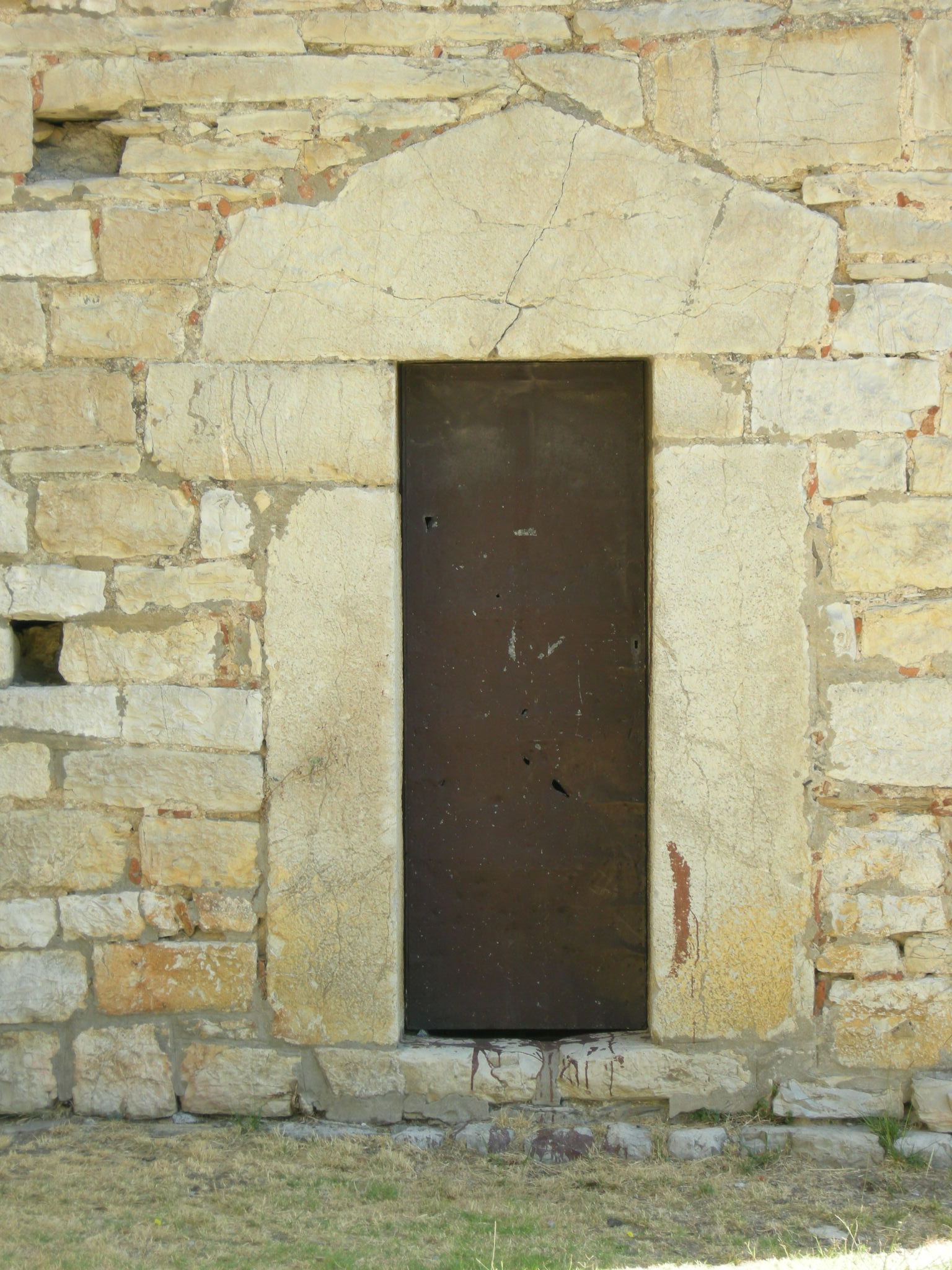
Porta del campanile con architrave pentagonale
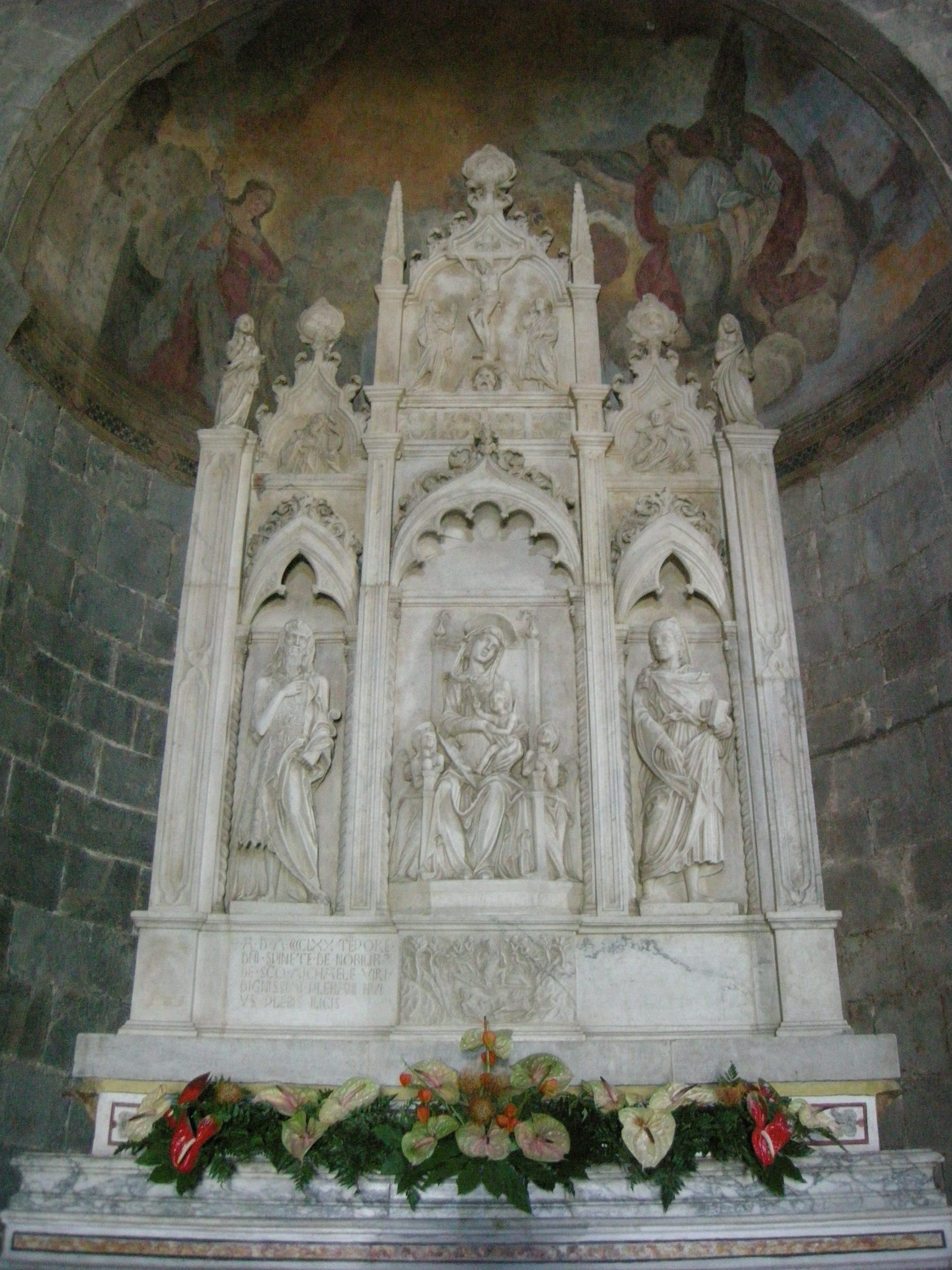
Il tabernacolo marmoreo
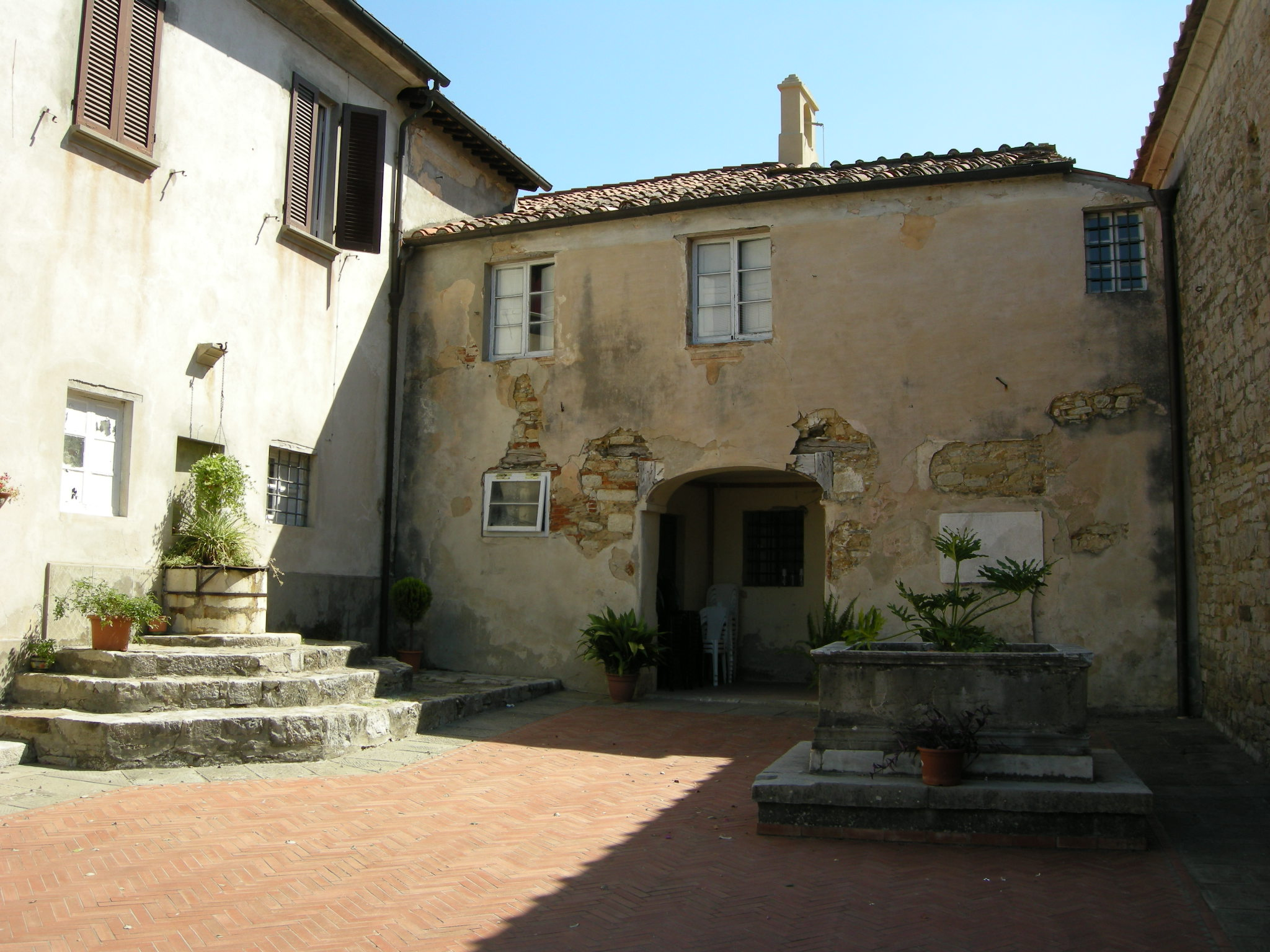
La piazzetta della canonica